# Copitarsia obscurella
Copitarsia obscurella är en fjärilsart som beskrevs av J. Peter Maassen 1890. Copitarsia obscurella ingår i släktet Copitarsia och familjen nattflyn. Inga underarter finns listade i Catalogue of Life.